# Aéroport international de Charleston
Ne pas confondre avec l'Aéroport Yeager de Charleston en Virginie-Occidentale.
Pour les articles homonymes, voir CHS.
L'aéroport international de Charleston (code IATA : CHS • code OACI : KCHS) est un aéroport domestique et international qui dessert la ville de Charleston, ville des États-Unis, siège du comté de Charleston en Caroline du Sud. C'est la deuxième ville la plus peuplée de l'état.
C'est le 88e aéroport nord-américain avec plus de 2,1 millions de passagers qui y ont transité en 2009
L'aéroport étant aussi militaire, la Charleston Air Force Base se trouve sur ce site.

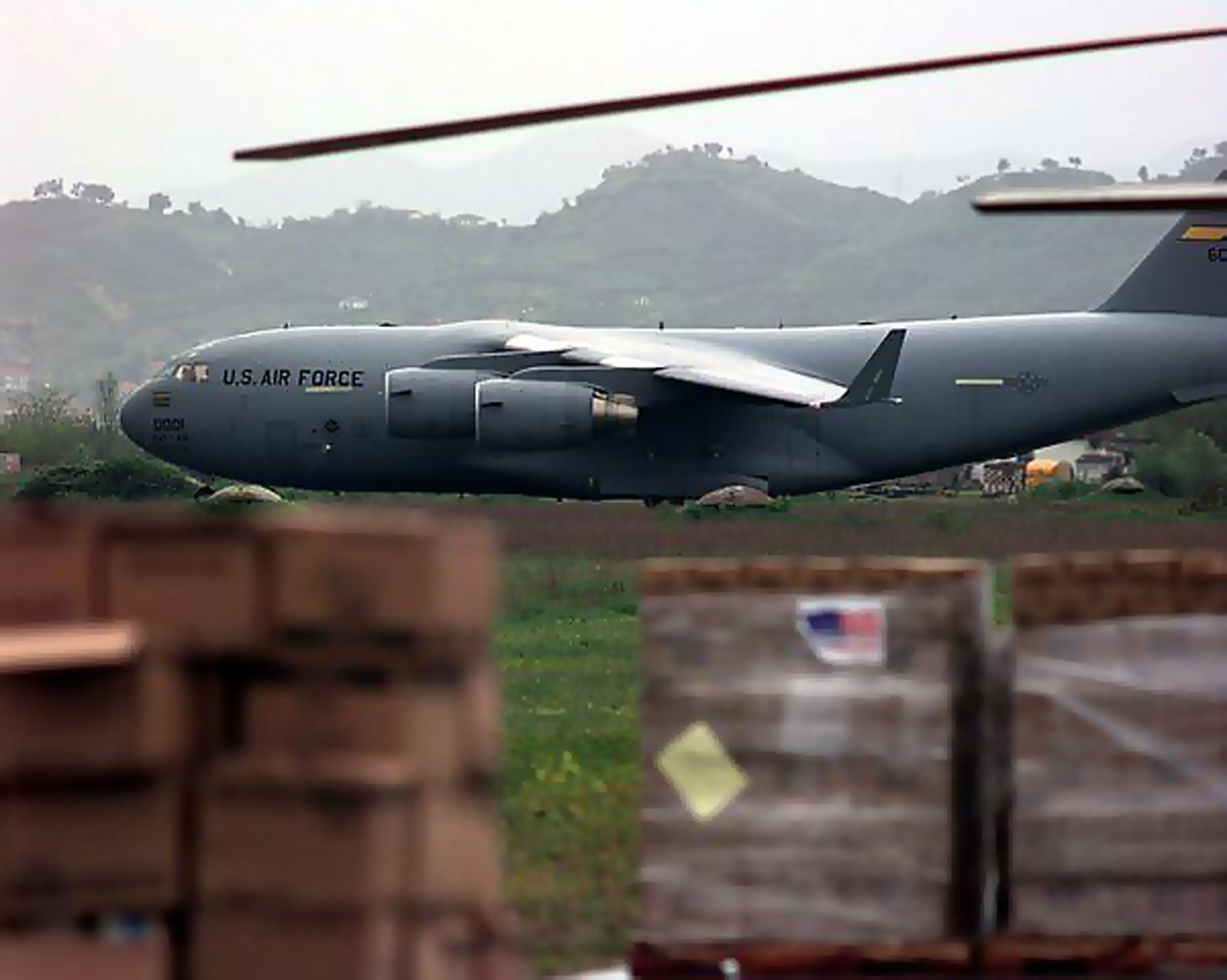
Un McDonnell Douglas C-17 Globemaster III décollant de base aérienne de Charleston pour l'Albanie dans le cadre de l'opération Provide Hope.

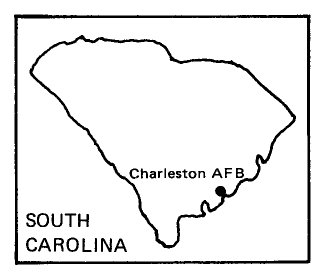

## Destinations
| Compagnies                                     | Destinations |
| ---------------------------------------------- | --- |
| Alaska Airlines                                | Aéroport international de Seattle-Tacoma |
| American Airlines                              | Aéroport international Charlotte-Douglas Aéroport international de Dallas-Fort Worth |
| American Eagle Airlines pour American Airlines | Aéroport international Charlotte-Douglas Aéroport international de Dallas-Fort Worth Aéroport international de Miami Aéroport international de Philadelphie Aéroport national Ronald Reagan                                                  |
| Delta Air Lines                                | Détroit, Aéroport international Hartsfield-Jackson d'Atlanta, Aéroport international John-F.-Kennedy de New York, Aéroport LaGuardia de New York                                                                                             |
| Frontier Airlines                              | Aéroport international de Denver |
| JetBlue Airways                                | Aéroport international Logan de Boston Aéroport international de Fort Lauderdale-Hollywood Aéroport international John-F.-Kennedy de New York Aéroport national Ronald Reagan                                                                |
| Southwest Airlines                             | Aéroport international Thurgood Marshall de Baltimore-Washington Aéroport international Midway de Chicago Aéroport intercontinental George-Bush de Houston Aéroport international de Nashville Aéroport international de Lambert-Saint-Louis |
| United Airlines                                | Aéroport international O'Hare de Chicago Aéroport international Liberty de Newark |
| United Express pour United Airlines            | Aéroport international O'Hare de Chicago Aéroport intercontinental George-Bush de Houston Aéroport international Liberty de Newark Aéroport international de Washington-Dulles                                                               |